# Diecezja Santarém
Diecezja Santarém (łac. Dioecesis Santaremensis in Lusitania) – diecezja Kościoła rzymskokatolickiego w Portugalii. Należy do metropolii lizbońskiej. Została erygowana 16 lipca 1975.